# Maroa (película)
Maroa  es una película  de España  y Venezuela dirigida por Solveig Hoogesteijn en 2006, y protagonizada por Tristán Ulloa, Yorlis Domínguez, Elba Escobar, Luke Grande.
Solveig Hoogesteijn es la directora de esta historia de supervivencia protagonizada por Tristán Ulloa y Yorlis Domínguez, una niña de clase muy humilde que acudió al casting por prescripción de un psicólogo y que pronto se ganó el papel, quizá por su similitud con Maroa. La desesperanza derrotada, la existencia de una posibilidad para salir de la miseria y las inquietudes de niños condenados a no tener futuro, tan abundantes en las grandes ciudades, son los temas sobre los que gira esta coproducción hispano-venezolana.

## Sinopsis
Maroa es una niña de once años que vive en un suburbio de Caracas, entre la cursi telenovela "Delirios de amor", una vecina que se gana la vida vendiendo crack, las groserías de los borrachos y tiros y peleas nocturnas. Impetuosa y decidida, superviviente en un ambiente de miseria, la vida de Maroa parece no tener futuro hasta que escucha un clarinete. A partir de ese momento, la pasión por Mozart y la educación que le ofrece un músico abrirán nuevas expectativas a la joven Maroa.

## Reparto
- Tristán Ulloa - Joaquín Esparza
- Yorlis Domínguez - Maroa Guanipa
- Carmen Borregales - Maroa 18 años
- Elba Escobar - Brígida Guanipa
- Jossué Gil - Alberto
- Luke Grande - Ezequiel
- Enghel Alejo - Carlos
- Arlette Torres - Mujer Policía
- Asdrúbal Meléndez